# Capella i font de Sant Gregori
La Capella i font de Sant Gregori és una edifici de Castell de Mur (Pallars Jussà) protegida com a Bé Cultural d'Interès Local.

## Descripció
La capella de planta rectangular està tancada per una coberta inclinada a dues aigües acabada exteriorment amb teula romana vermella i col·locada sobre un encadellat de taulers de fusta de pi natural. L'estructura que sustenta la coberta està resolta amb bigues de fusta massissa recolzades a les façanes est i oest.
Són precisament, aquestes dues façanes, les úniques que tenen obertures. La façana est, és l'accés a l'interior d'aquesta capella, només resguardada per una petita portella de ferro forjat, la façana desapareix deixant una gran obertura només franquejada pel gruix dels murs laterals. La part de llevant de la capella és totalment oberta i coronada per una petita espadanya.
La façana oest presenta dues petites obertures de poc més de 50 cm d'alçada i d'una amplada variable, sent 70 cm a l'interior i 50 cm a l'exterior. A l'interior de l'entrefinestres s'ha col·locat la imatge de Sant Gregori estampada en una rajola vidriada. Les dues obertures comparteixen un mateix llinda a l'interior resolt amb una única pedra ben treballada.
Els murs que delimiten la capella tenen un gruix considerable (aproximadament 76 cm). L'aparell és de carreus de mides molt diverses, hi predomina el petit carreu, les peces més grans les trobem a les cantonades.
L'any 2009 s'hi va restaurar la teulada, ja originàriament de fusta, aprofitant part dels antics embigats i es van rejuntar els carreus totalment irregular de les seves parets. Conserva la seva estructura d'una sola nau, amb un terra enllosat que envolta l'altar.
La talla de fusta, sense policromar de Sant Gregori es conserva a la capella de la Mare de Déu del Rosari del nucli de Vilamolat i a la mà dreta sosté un gotim de raïm; representatiu de les importants plantacions de vinya que envoltaven la capella i que gaudien de la font de Sant Gregori.

## Història
La capella i la font de Sant Gregori són actualment propietat municipal. És situada a sota de la vila de Vilamolat de Mur, al costat del barranc i de la font als que dona nom. En un inventari de capelles pertanyents a l'antic pabordat de Mur del segle xiii apareix esmentada.
Sembla que fou al segle xiv quan va sofrir un enfonsament i la capella fou refeta amb el finançament de la baronia de la Torre d'Amargós, concretament l'any 1387, quan es van restaurar les finestres al costat de ponent i van ser coronades amb una gran llinda de pedra. La tradició de celebrar cada any el dia de Sant Gregori un aplec, que ha perdurat fins als nostres dies, data d'aquest moment.